# Карабалицька селищна адміністрація
Карабали́цька селищна адміністрація (каз. Қарабалық кенттік әкімдігі, рос. Карабалыкская поселковая администрация) — адміністративна одиниця у складі Карабалицького району Костанайської області Казахстану. Адміністративний центр та єдиний населений пункт — селище Карабалик.
Населення — 10966 осіб (2021; 11080 у 2009, 11768 у 1999, 13802 у 1989).
Станом на 989 рік існувала Комсомольська селищна рада (смт Комсомолець).